# Архе (супутник)
Архе (грец.ΙΑρχή) (англ. Arche) — нерегулярний супутник Юпітера, відомий також під назвою 'Юпітер XLIII'.

## Відкриття
Відкритий 2002 року Скотом Шепардом (англ. Scott S. Shepard) та групою науковців з Гавайського університету, отримав тимчасову назву S/2002 J1. 2005 року отримав офіційну назву Архе — на честь персонажа давньогрецької міфології — Архе була однією з чотирьох первісних муз поряд із Мнемою, Аетою та Мелетою.

## Орбіта
Супутник обертається навколо Юпітера на відстані приблизно 23 млн км. Сидеричний період обертання становить 723,90 земних діб. Орбіта має ексцентриситет ~0,2588.
Належить до групи Карме — групи нерегулярних супутників, які мають подібні орбіти на відстані від 23 до 24 млн км від Юпітера, нахилені під кутом приблизно 160 градусів.

## Фізичні характеристики
Супутник має розмір приблизно 4 кілометри у діаметрі, альбедо 0,04. Оціночна густина 2,6 г/см³.